# Idiocerus
Idiocerus är ett släkte av insekter som beskrevs av Lewis 1834. Idiocerus ingår i familjen dvärgstritar.

## Bildgalleri

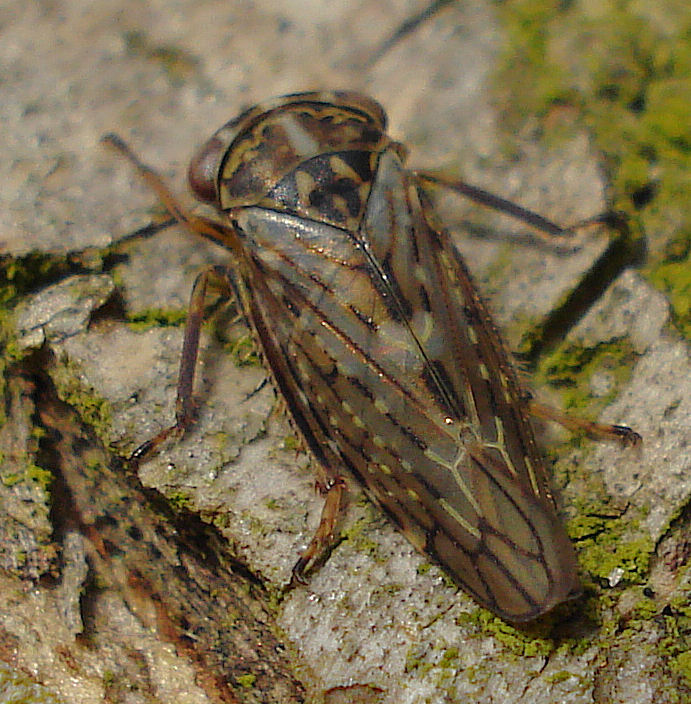
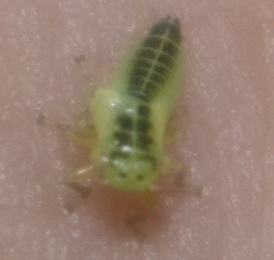
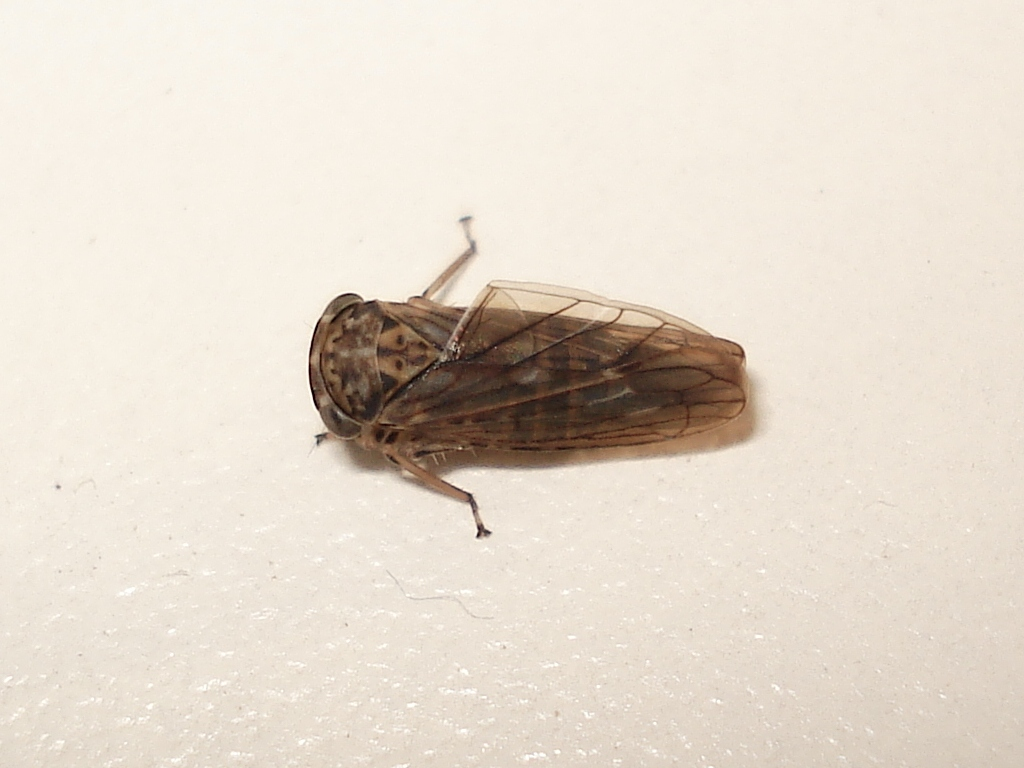

## Dottertaxa tillIdiocerus, i alfabetisk ordning[1][2]
- Idiocerus aaliensis
- Idiocerus abatus
- Idiocerus acericola
- Idiocerus acuminatus
- Idiocerus affinis
- Idiocerus albicollis
- Idiocerus albofrontalis
- Idiocerus albolinea
- Idiocerus albostriatus
- Idiocerus alnirubratus
- Idiocerus alternatus
- Idiocerus amabilis
- Idiocerus ambigenus
- Idiocerus amygdali
- Idiocerus angustiloris
- Idiocerus apache
- Idiocerus apicalis
- Idiocerus applicativus
- Idiocerus areatus
- Idiocerus aureus
- Idiocerus bakeri
- Idiocerus bilituratus
- Idiocerus bipunctatus
- Idiocerus bipustulatus
- Idiocerus blommeri
- Idiocerus braziliensis
- Idiocerus breviatus
- Idiocerus brunneus
- Idiocerus cabottii
- Idiocerus canae
- Idiocerus candens
- Idiocerus capnus
- Idiocerus carolina
- Idiocerus catalinus
- Idiocerus cedarae
- Idiocerus cedrus
- Idiocerus cephalicus
- Idiocerus chanuicus
- Idiocerus chisosus
- Idiocerus chivensis
- Idiocerus cinctus
- Idiocerus consimilis
- Idiocerus continuus
- Idiocerus costalis
- Idiocerus couleanus
- Idiocerus crataegi
- Idiocerus cupido
- Idiocerus deodarae
- Idiocerus depictus
- Idiocerus dimidiatus
- Idiocerus distinctus
- Idiocerus dolosus
- Idiocerus duzeei
- Idiocerus eburneomaculatus
- Idiocerus elegans
- Idiocerus ensiger
- Idiocerus erythrophthalma
- Idiocerus exilus
- Idiocerus exquisitus
- Idiocerus figuratus
- Idiocerus fitchi
- Idiocerus flammeus
- Idiocerus flavidus
- Idiocerus flavotinctus
- Idiocerus formosanus
- Idiocerus formosus
- Idiocerus freytagi
- Idiocerus fuchsii
- Idiocerus fulvotinctus
- Idiocerus fuscescens
- Idiocerus gillettei
- Idiocerus glaberatus
- Idiocerus glacialis
- Idiocerus harimensis
- Idiocerus herrichii
- Idiocerus heydenii
- Idiocerus hippophaes
- Idiocerus hondurensis
- Idiocerus humilis
- Idiocerus hyalinus
- Idiocerus iliensis
- Idiocerus immaculatus
- Idiocerus inconsequens
- Idiocerus indistinctus
- Idiocerus inebrius
- Idiocerus interruptus
- Idiocerus intricatus
- Idiocerus iodes
- Idiocerus ishiyamae
- Idiocerus jahromicus
- Idiocerus juniperi
- Idiocerus koreanus
- Idiocerus kuohi
- Idiocerus lachrymalis
- Idiocerus lambertiei
- Idiocerus laribaeus
- Idiocerus larvatus
- Idiocerus laticeps
- Idiocerus latistylus
- Idiocerus laurifoliae
- Idiocerus lituratus
- Idiocerus lucidae
- Idiocerus maculicollis
- Idiocerus maculifrons
- Idiocerus maintiranus
- Idiocerus malkovskii
- Idiocerus maricensis
- Idiocerus mesopyrrhus
- Idiocerus mexicanus
- Idiocerus midas
- Idiocerus mimicus
- Idiocerus minutus
- Idiocerus moniliferae
- Idiocerus morosus
- Idiocerus musteus
- Idiocerus myrciae
- Idiocerus myroxyli
- Idiocerus nervatus
- Idiocerus nigrinervis
- Idiocerus nigripectus
- Idiocerus nigrolineatus
- Idiocerus nigronervosus
- Idiocerus obispanus
- Idiocerus obstinatus
- Idiocerus occipitalis
- Idiocerus ocellatus
- Idiocerus opacus
- Idiocerus orontensis
- Idiocerus osborni
- Idiocerus pallidus
- Idiocerus parvulus
- Idiocerus pericallis
- Idiocerus perplexus
- Idiocerus populi
- Idiocerus principensis
- Idiocerus productus
- Idiocerus prolixus
- Idiocerus provancheri
- Idiocerus pruni
- Idiocerus pyramidatus
- Idiocerus quadrangularis
- Idiocerus quadripunctatus
- Idiocerus rotundifrons
- Idiocerus rubricosta
- Idiocerus rufus
- Idiocerus rugifrons
- Idiocerus rutilans
- Idiocerus sakarahensis
- Idiocerus salgiris
- Idiocerus sandagouensis
- Idiocerus sasakii
- Idiocerus sauricus
- Idiocerus scharifi
- Idiocerus setaceus
- Idiocerus sharmai
- Idiocerus sheni
- Idiocerus shivelyanus
- Idiocerus similis
- Idiocerus smithii
- Idiocerus snowi
- Idiocerus spinosus
- Idiocerus stigmaticalis
- Idiocerus striola
- Idiocerus subnitens
- Idiocerus sudzuhensis
- Idiocerus suturalis
- Idiocerus tahotus
- Idiocerus taiga
- Idiocerus talassicus
- Idiocerus taxodium
- Idiocerus tenellus
- Idiocerus teutoniae
- Idiocerus tontonus
- Idiocerus towadensis
- Idiocerus tremulae
- Idiocerus trifasciatus
- Idiocerus trigonius
- Idiocerus tumidulus
- Idiocerus turkestanicus
- Idiocerus unicolor
- Idiocerus unispinosus
- Idiocerus urakawensis
- Idiocerus ustulatus
- Idiocerus vanduzeei
- Idiocerus varians
- Idiocerus venosus
- Idiocerus vicinus
- Idiocerus viridicatus
- Idiocerus vittatus
- Idiocerus vitticollis
- Idiocerus wiyotus
- Idiocerus wolongus
- Idiocerus xanthiops
- Idiocerus yanonis
- Idiocerus yezoensis